# Ramon-Bernat Mestres
Ramon-Bernat Mestres   (Vilafranca del Penedès, 15 de març de 1960) és un escriptor i dramaturg català.

## Biografia
L'any 1974 va començar a escriure i a pintar. Com a pintor ja va fer més de 30 exposicions. De jove va col·laborar en diverses revistes i setmanaris, com a Tothom i l'Ateneu. En el 1984, juntament amb Ramon Ruiz va fundar i dirigir la revista Ludic Publi-Magazine en el taller de disseny gràfic Llum & Ombra de Vilafranca. Des del 1986 es va dedicar enterament a escriure, abandonant definitivament la pintura i el disseny als inicis de la dècada dels noranta. La seva primera novel·la, Crim a l'Espirall va ser publicada el 2004 a l'editorial Lletres i Imagos. El 2004 va esdevenir membre de l'Associació d'Escriptors en Llengua Catalana.
Va iniciar-se en el món del teatre amb el grup Bola69. Entre els anys 1995 i 2002 va dirigir el Bambalina Teatre i va col·laborar amb Rovell d'ou. Actualment, Ramon-Bernat Mestres és codirector i guionista de la companyia de teatre Xicots de Vilafranca.

## Llibres
Novel·la
- Els Crisantems Daurats, SetzeVents Editorial, Urús, 2016, ISBN 978-84-15349-44-0
- No hi ha temps per la nostàlgia, Editorial Circulo Rojo, Almeria 2015, ISBN 978-84-9095-606-9
- Seslèria, simfonia per un assassí, SetzeVents Editorial, Urús 2010, ISBN 978-84-92555-74-1
- El teatre de la mort, SetzeVents Editorial, Urús 2009, ISBN 978-84-92555-52-9
- Tarantel·la, SetzeVents Editorial, Urús 2009, ISBN 978-84-92555-44-4
- Beretta 9 mil·límetres, Abadia Editors, 2008, ISBN 84-96847-33-0
- Tarantel·la, Editorial Lletres i Imagos, Vilassar de Mar 2007, ISBN 84-933343-6-7
- Black-rot, Abadia Editors, 2006, ISBN 84-96292-69-X
- El color de la mort, Editorial Lletres i Imagos, Vilassar de Mar 2005, ISBN 84-933343-4-0
- Crim a l'Espirall, Editorial Lletres i Imagos, Vilassar de Mar 2004, ISBN 84-933343-2-4

Teatre
- Alksander / Crònica de la mort de Máxim Berenguer d'Arnau i Vilafortuny, dues peces de teatre, Abadia Editors, 2009, ISBN 978-84-96847-53-8
- Morgana Pérez, teatre, JoEscric.com, Palma 2008